# 里杜湖越窑遗址
里杜湖越窑遗址位于浙江省宁波市慈溪市观海卫镇里杜湖畔，由唐至北宋晚期的15处窑址组成。

## 环境沿革
杜湖为潟湖，汉代以来历有浚筑。1973年，杜湖一部分改建为里杜湖水库，外杜湖单独成湖。其西与白洋湖相邻，相隔仅数十米；西距上林湖约2.5公里。现存窑址多分布于里杜湖西岸的碗窑山、栗子山、大黄山平缓山坡上。

## 发现过程
1978年在里杜湖栗子山、枫树湾发现了2处窑址。1983年文物普查时，对里杜湖一带进行全面调查，共发现了15处窑址，分布于躲主庙、栗子山、大黄山等处。

## 保护现状
丰水期大部分窑址被淹；枯水期窑址尽露水面，破坏严重。2013年5月，与白洋湖越窑遗址一同归入第三批全国重点文物保护单位上林湖越窑遗址。

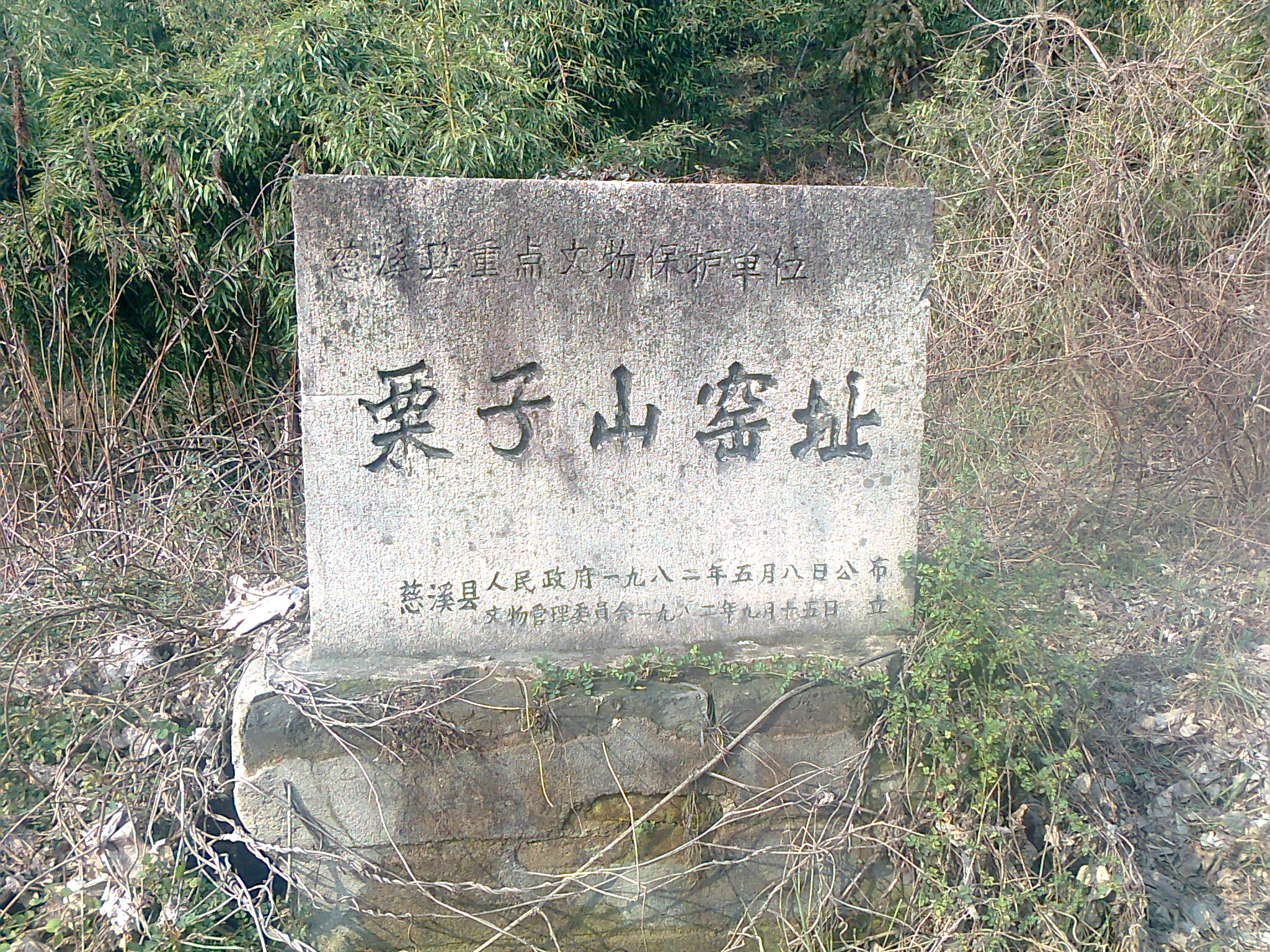
里杜湖栗子山越窑遗址（碑）

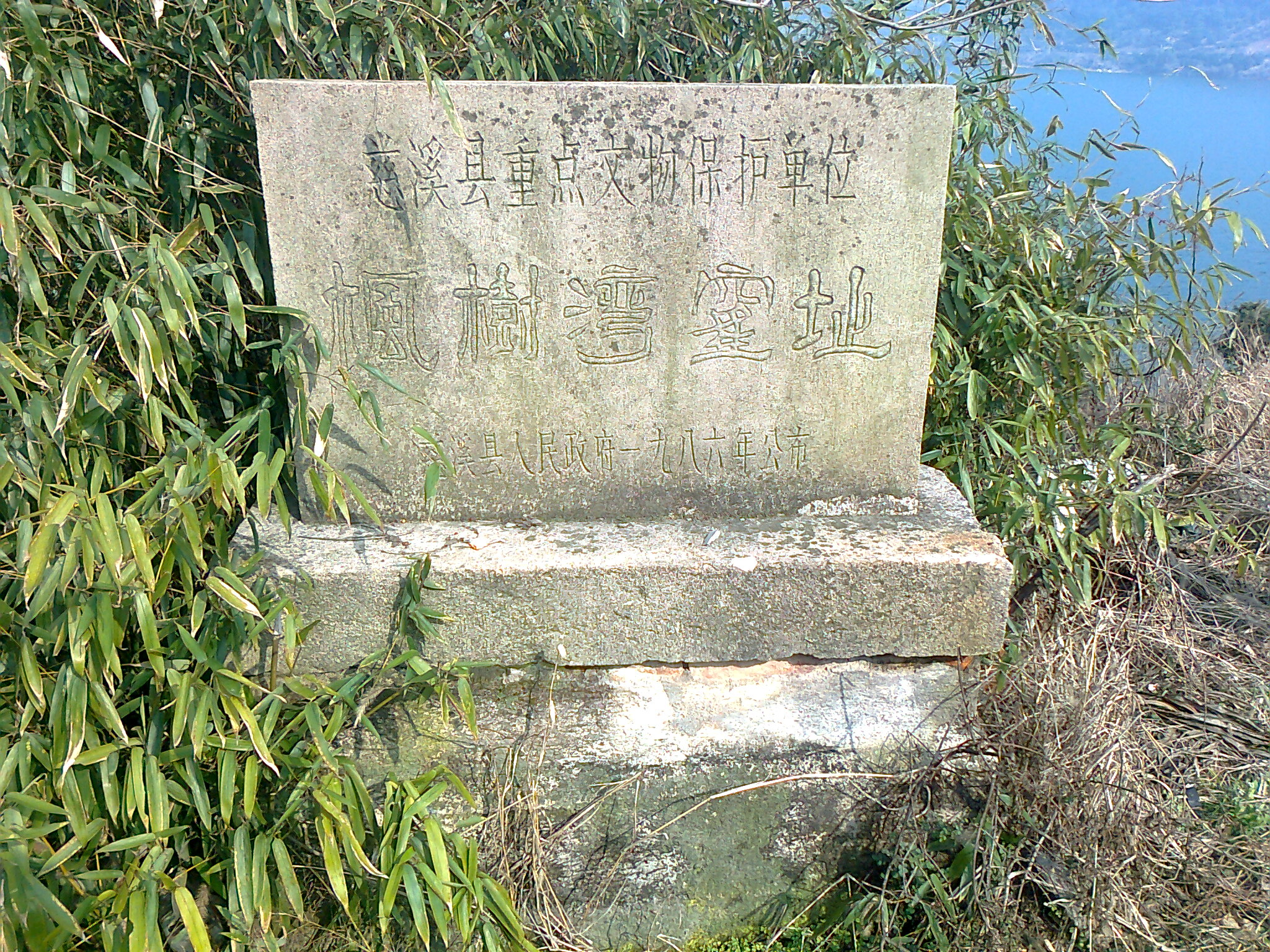
里杜湖枫树湾越窑遗址（碑）